# Mostafa Amr Hassan
Mostafa Amr Ahmed Ahmed Hassan (né le 16 décembre 1995) est un athlète égyptien, spécialiste du lancer de poids.

## Carrière
Le 1er avril 2015, il porte son record à 19,90 m au Caire. Il remporte le titre des Championnats panarabes de 2015. Il avait terminé 8e des Championnats du monde juniors de 2014 à Eugene (Oregon) en 19,20 m.
Le 15 avril 2017, il porte son record personnel à 21,31 m, à Torrance, CA (USA).

## Palmarès
| Date | Compétition              | Lieu         | Résultat | Marque  |
| ---- | ------------------------ | ------------ | -------- | ------- |
| 2015 | Championnats panarabes   | Madinat 'Isa | 1er      | 19,22 m |
| 2019 | Championnats panarabes   | Le Caire     | 1er      | 20,60 m |
| 2019 | Jeux africains           | Rabat        | 3e       | 20,74 m |
| 2019 | Jeux mondiaux militaires | Wuhan        | 7e       | 20,11 m |
| 2021 | Jeux olympiques          | Tokyo        | 8e       | 20,73 m |
| 2023 | Championnats panarabes   | Marrakech    | 1er      | 20,63 m |
| 2023 | Jeux panarabes           | Oran         | 1er      | 20,52 m |
| 2023 | Championnats du monde    | Budapest     | 10e      | 20,17 m |
| 2024 | Jeux africains           | Accra        | 2e       | 20,70 m |
| 2024 | Championnats d'Afrique   | Douala       | 2e       | 19,72 m |

## Records
| Épreuve         | Temps        | Lieu     | Date         |
| --------------- | ------------ | -------- | ------------ |
| Lancer du poids | 21,65 m (NR) | Le Caire | 16 mars 2023 |